# Mimosa quadrivalvis
Mimosa quadrivalvis är en ärtväxtart som beskrevs av Carl von Linné. Mimosa quadrivalvis ingår i släktet mimosor, och familjen ärtväxter.

## Underarter
Arten delas in i följande underarter:
- M. q. angustata
- M. q. diffusa
- M. q. distachya
- M. q. floridana
- M. q. hamata
- M. q. hystricina
- M. q. jaliscensis
- M. q. latidens
- M. q. leptocarpa
- M. q. nuttallii
- M. q. occidentalis
- M. q. platycarpa
- M. q. quadrivalvis
- M. q. tetragona
- M. q. urbaniana

## Bildgalleri

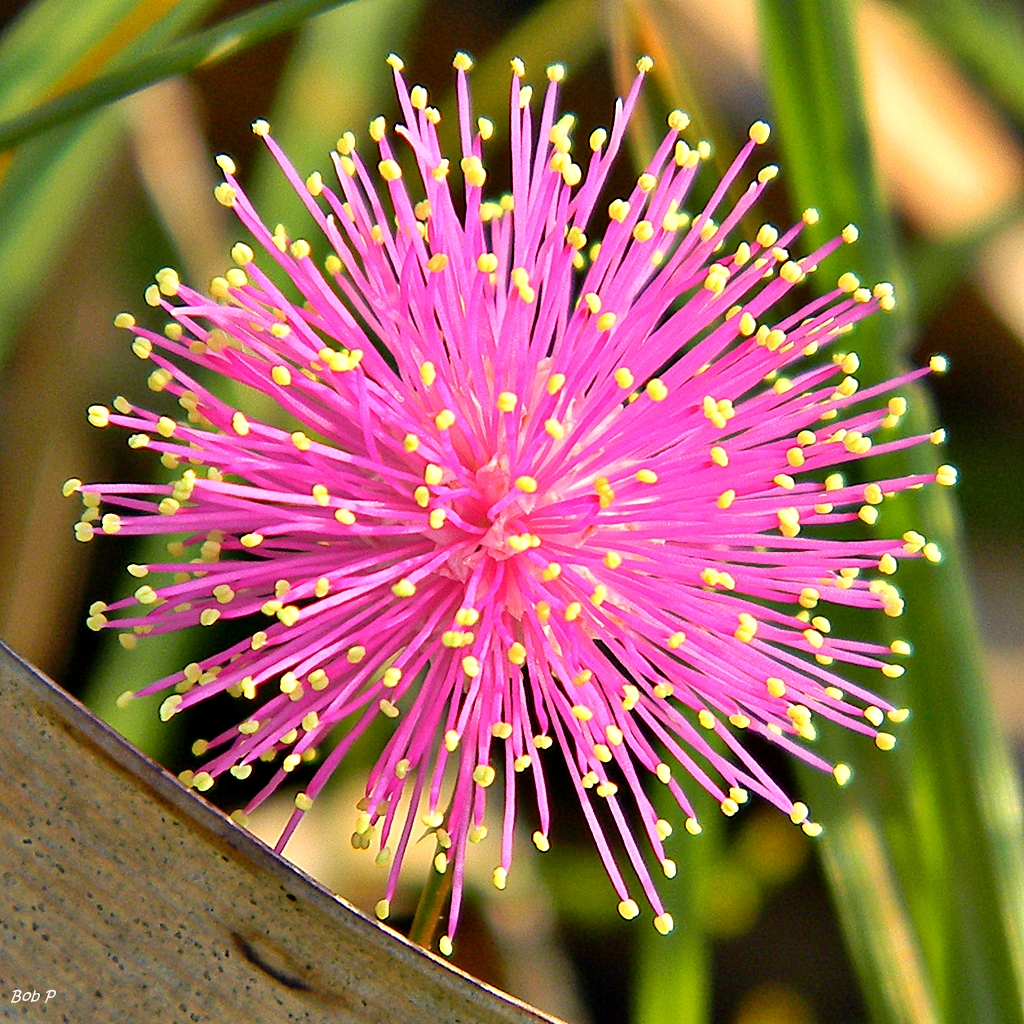